# 私の百合はお仕事です!
『私の百合はお仕事です！』（わたしのゆりはおしごとです、ドイツ語: Schwestern in Liebe!、英語: Yuri is My Job!）は、未幡による日本の漫画作品。略称は『わたゆり』。一迅社の『コミック百合姫』2017年1月号（2016年11月18日発売）より連載されている。
お嬢様学校（ミッションスクール）を模した「カフェ・リーベ女学園」を舞台に繰り広げられる恋愛模様を描いた作品。コミック百合姫の月刊化を記念して、2017年1月号より新連載された作品である。
次にくるマンガ大賞2018コミックス部門17位。2023年6月時点で、電子書籍を含むシリーズ累計発行部数が100万部を突破している。
2023年4月から6月までテレビアニメが放送された。

## あらすじ
誰からでもよく見られようと自分を作り上げ、振舞ってきた女子高生、白木陽芽。彼女はある日、些細なことからお嬢様学校を模した「カフェ・リーベ女学園」で働くことになる。そこは店員が女学園の生徒に扮し、客に給仕を行うサロンだった。陽芽は持ち前の外面の良さから、カフェの先輩である綾小路美月を何気なく「お姉さま」と呼んでしまう。それはこの店では大きな意味を持つ言葉だった。

## 登場人物
声の項はメディアミックスにおける声優。名前は、本名/リーベ女学園での名を表す。
白木 陽芽（しらき ひめ）/白鷺 陽芽（しらさぎ ひめ）
声 - 小倉唯
本作の主人公。億万長者と結婚し玉の輿に乗ることを夢見て、常に誰からでも愛される自分を演じてきた。外面が良い分、他が適当。非常にモテるが先述した理想像以外は認めていないことから告白は全て断っている。理想と男性に求める品位は高いが決して人を見下す性格ではなく認めるに足る相手には長所を認めて敬意も払い、自分に礼を尽くす人物には恩を感じる誠実さを持つ。果乃子と美月のことは「大事な友達」と言い、外面を使わなくても話せる数少ない相手。舞に怪我をさせてしまったことで半強制的にリーベで働くことになる。
リーベ女学園では初日早々に綾小路美月を「お姉さま」と呼んでしまうが、そのために彼女と特別に親しい関係である姉妹（シュヴェスター）の契りを結ぶ。最初は外面の良さが通用せず、オンオフの激しい美月に困惑していた。後に美月が小学生の頃仲良くしていた相手だったと知る。
小学生時代に転校して人気者となり皆から好かれ、合唱のピアノ伴奏を通じ美月とも仲良くなる。しかし不器用な美月は周囲から「陽芽を無理やり伴奏に付き合わせている」と誤解されてしまう。そのため、「自分は嘘をつき演じているだけ」と明かすことでさらに打ち解けることができた。しかし伴奏に付き合うことで、さらに美月が厄介者扱いされてしまうと感じ、美月を守るために伴奏役を降りてしまう。だがこの行為が原因で二人は仲違いすることになり、美月から「陽芽は嘘つきだ」とクラスメイトにばらされてしまう。合唱が終わり、美月が転校すると「陽芽は嘘つき者」というレッテルを貼られ、以降はクラスメイトから仲間外れにされて辛い学園生活を送ることになった。それもあって、美月のことを「裏切り者」と心から恨んでいる。
集団でのお風呂が嫌い。
身長は145cm。
矢野 美月（やの みつき）/綾小路 美月（あやのこうじ みつき）
声 - 上坂すみれ
リーベ女学園における陽芽の先輩。陽芽から「お姉さま」と呼ばれたことをきっかけに、彼女と姉妹の契りを結ぶ。カフェでは陽芽に優しく接するが、それ以外では彼女に刺々しく当たる。陽芽が小学生の頃仲良くしていた相手だったと気付いていた。
真面目だが不器用な性格。空気を読むことが苦手で、本人も自覚している。陽芽に嫌われることを恐れており、陽芽への想いを告げるのを躊躇っていた。
もともと音楽の授業で行う合唱のピアノ伴奏は美月一人だったが、陽芽の伴奏を見て二人で演奏することに決め、それを通して仲を深める。しかし本来の不器用な性格が災いし、クラスメイトからは嫌われていた。ある日、陽芽が「伴奏役から降りる」と先生から聞かされショックを受け教室に向かう。この時、陽芽は非難するクラスメイトから美月を守るため、「自分は努力したが、美月には付いていけない」と発言。「美月のピアノの腕は凄くて、私では力不足」という意味だったのだが、陽芽が「演じているだけ」という性格なのを知っていたことから、「自分を友達と慕っていたのもすべては演技だった」と勘違いし、クラスメイトの前で「陽芽は嘘つきだ」とカミングアウトする。結果、陽芽との仲に亀裂が入り互いが互いを嫌いあう犬猿の仲となってしまう。
身長は171cm。
間宮 果乃子（まみや かのこ）/雨宮 果乃子（あまみや かのこ）
声 - 田中美海
陽芽のクラスメイト。陽芽とは中学からの付き合い。彼女が自分に隠れてカフェで働いていることを不審に思い、リーベ女学園を訪れる。この時、店員としての陽芽の行いが理解できなかったことからトラブルになったのをきっかけにリーベ女学園で働くこととなった。仕事中はメガネを外す。陽芽の普段の振る舞いが演技であることを知る数少ない人物。
陽芽のことを恋愛感情として好いているが、その想いを伝える気はない。陽芽以外の人と会話するのはあまり得意ではない。純加に苦手意識を持っていたが、紆余曲折を経て姉妹になる。以降は純加に対して好意的な態度を見せることも増えた。
葉子の入れ知恵で純加と恋人になる。後にこの事を純加に打ち明け、裏切ったお詫びとして自分の身体を好きにしてもいいと告げており、必要以上に自分を責める傾向にある。
中学の頃、陽芽に正体を隠してラブレターを渡していた。自分だと打ち明ける前に脈が無い事が分かったため告白を無かったことにし、陽芽との「特別な関係」を優先している。そんな自分とは正反対に、告白もキスも済ませた美月に嫉妬している。
身長は156cm。
知花 純加（ちばな すみか）/橘 純加（たちばな すみか）
声 - 小市眞琴
リーベ女学園の初期メンバーで、陽芽や美月らの先輩。演じるキャラは「キザで不真面目」。昔は寧々と姉妹を組んでいた。陽芽や果乃子より早い時間に出勤し、遅い時間に退勤している。カフェでは一番の先輩としてふるまっているが、本来の彼女はギャルである。面倒見の良い姉御肌。優しいが、寧々からは「迷惑な優しさ」と言われている。知的に見えるという理由でサロンではメガネをかけ、本を読む振る舞いをしており、実際の彼女も読書家な模様。ただし本当に読むと仕事ができなくなるため、サロンでの本は開いているだけである。美月ほどではないが、恵まれた体型の持ち主。
ブルーメ選挙では最後に美月を逆転し、ブルーメ・デア・リーベに輝いた。
仕事に恋愛を持ち込むことを快く思っていないが、果乃子に対して恋愛感情のようなものが芽生えてしまい、錯覚だと自分自身に言い聞かせている。そんな中、果乃子から「付き合ってほしい」と言われ、最初は否定していたが恋愛感情を認めて恋人となる。後に葉子からの入れ知恵であったことを告白されるが、それを知っても果乃子を大事に思う気持ちは変わらなかった。しかし果乃子が前を進めるようにと自ら別れを切り出す。
恋愛嫌いになった理由は「恋愛が大事な人をおかしくした」為。葉子に対して憎しみとも言えるレベルの苦手意識を持っている。
果乃子を守りたいと言う思いから、彼女と姉妹の契りを結ぶ。
本人に告白されるまで、ずっと寧々が自分を好いていた事に気付いていなかった。
身長は165cm。
小柴 舞（こしば まい）/御子柴 舞（みこしば まい）
声 - 田村ゆかり
リーベ女学園の店長。小柄で外見は中学生程度にしか見えない。陽芽とぶつかり転倒して怪我を負うが、この穴埋めとして彼女をリーベ女学園に半ば強引に誘う。店長として従業員の悩みには親身になるが、深くは詮索しない適度な距離感で接することができる。
身長は145cm。
西寺 寧々（にしでら ねね）/西園寺 寧々（さいおんじ ねね）
声 - 瀬戸麻沙美
かつての純加の姉妹。純加・舞と並ぶリーベ女学園の初期メンバー。途中から加わった五影堂葉子に惹かれ、純加との契りを放棄した。現在はサロンのキッチンで調理を務める。リーベに入る前はコンビニでバイトをしていた。
キャストとしての演技ではなく実際の同性愛者であり、それを自覚しているが、異性愛者ばかりを好きになってしまうことに辛さを感じている。ずっと純加のことが好きだったが、これまでの経験から思いは告げられずにいた。純加に振り向いてほしい一心で葉子と関係を持つが、それが悪手となる。長らく純加への感情を本人に隠していたが、ある出来事を切っ掛けに純加に告白し、恋を終わらせる。これまでの贖罪として純加の恋を応援している。
身長は156cm。
後藤 葉子（ごとう ようこ）/五影堂 葉子（ごえいどう ようこ）
声 - 伊藤静
かつての生徒にしてサロンを崩壊させた張本人。当時純加の姉妹だった寧々と恋仲となり、純加から姉の座を奪った。しかし、本業の都合を理由に寧々を捨ててリーベ女学園を去っていった。勤めていた頃はサロンで悪女キャラを演じていた。一見人当たりのいい穏やかな雰囲気をしているが、恋を大事にしない人を嫌っている。寧々や果乃子といった純加の周りの人間に接触し、時には強引な手も交えて場をかき乱す。この為、寧々には「純加が好きで純加に固執してる」という旨の指摘をされたが、少なくとも言葉上は強めに否定している。
身長は163cm。

## 用語
リーベ女学園（リーベじょがくえん）
丘の上にある架空のお嬢様学校をイメージしたコンセプトカフェ。店内はリーベ女学園のサロンという設定であり、店員は学園生として訪れた客に給仕を行う。
シュヴェスター
学園の上級生と下級生の間に生まれるとりわけ親しく特別な関係。シュヴェスターとなった者はお互い姉妹のように振る舞い、支えあっていく。
クロイツ
十字架を模した装身具。おそろいのクロイツを交換することで姉妹の契りが成立する。シュヴェスターとなった者はその証としてクロイツを身に付ける。
ブルーメ・デア・リーベ
リーベ女学園の名に最もふさわしい生徒。事実上のカフェの人気投票であるブルーメ選挙により1人が選出される。ブルーメ・デア・リーベに選ばれた生徒は「ブルーメさま」と呼ばれ1年間、全学園の生徒の憧れを一身に受ける。また選ばれた生徒の姉妹もブルーメ・シュヴェスターとして同様の憧れを受けることが出来る。
『乙女の心臓』（おとめのしんぞう）
リーベ女学園のコンセプトモデルともなっている、ドイツの女学生をテーマとした少女小説。後の百合文化に多大な影響を与えた古典作品で、シュヴェスターやブルーメ・デア・リーベなどもこの小説から採られている。

## 書誌情報
- 未幡 『私の百合はお仕事です！』 一迅社〈百合姫コミックス〉、既刊13巻（2024年1月17日現在）
  1. 2017年6月16日発売[13]、ISBN 978-4-7580-7693-7
  2. 2017年10月18日発売[14]、ISBN 978-4-7580-7739-2
  3. 2018年4月18日発売[15]、ISBN 978-4-7580-7804-7
  4. 2018年11月15日発売[16]、ISBN 978-4-7580-7868-9
  5. 2019年6月18日発売[17]、ISBN 978-4-7580-7948-8
  6. 2020年1月17日発売[18]、ISBN 978-4-7580-2075-6
  7. 2020年9月18日発売[19]、ISBN 978-4-7580-2161-6
  8. 2021年4月16日発売[20]、ISBN 978-4-7580-2242-2
  9. 2021年11月18日発売[21]、ISBN 978-4-7580-2325-2
  10. 2022年5月18日発売[22][23]、ISBN 978-4-7580-2413-6 / ISBN 978-4-7580-2414-3（特装版）
  11. 2022年11月17日発売[24]、ISBN 978-4-7580-2472-3
  12. 2023年5月17日発売[25]、ISBN 978-4-7580-2537-9
  13. 2024年1月17日発売[26]、ISBN 978-4-7580-2646-8

- 『私の百合はお仕事です！ 公式コミックアンソロジー』一迅社〈百合姫コミックス〉、2023年5月17日発売[27]、ISBN 978-4-7580-2538-6

## テレビアニメ
2022年5月にアニメ化が発表され、2023年4月から6月までAT-Xほかにて放送された。

### スタッフ
- 原作 - 未幡[9]
- 監督 - さんぺい聖[9]
- 助監督 - 池端隆史[29]
- チーフ演出 - 間島崇寛
- シリーズ構成・脚本 - ハヤシナオキ[29]
- キャラクターデザイン - 岩崎たいすけ[9]
- プロップデザイン - 児玉裕之、タケサキリツ、柴俊太郎
- 美術監督 - 小川友佳子、高木佑梨[29]
- 美術設定 - 吉崎優、内間太一、杉山理乃、舟川天文、林竜太
- 色彩設定 - 小松亜里沙[29]
- 撮影監督 - 志賀傑（スタジオトゥインクル）[29]
- 3D監督 - 鈴木良和[29]
- 編集 - 丹彩子
- 音響監督 - 納谷僚介[29]
- 音響効果 - 中島勝大[29]
- 音楽 - 大橋恵[29]
- 音楽制作 - 日本コロムビア
- 音楽プロデューサー - 植村俊一
- プロデュース - infinite[9]（永谷敬之、浜辺恵那）
- プロデューサー - 田村菜摘、池乗彰吾、神宮司剛史、澁谷知子、内山祐紀、岡村武真、黒澤典弘、福田佳代、深谷成輝、小西裕貴、小澤文啓、尾山仁康
- アニメーションプロデューサー - 西藤和広、高木秀仁
- アニメーション制作 - パッショーネ、スタジオリングス[9]
- 製作 - 私の百合は製作委員会です！

### 主題歌
「秘密♡Melody」
小倉唯によるオープニングテーマ。作詞は小倉、作曲・編曲は滝澤俊輔。
「夢が覚めても」
白鷺陽芽（小倉唯）と綾小路美月（上坂すみれ）によるエンディングテーマ。作詞・作曲はYAMATSU、編曲は設楽哲也。
挿入歌
「Believe」
第4話で使用。作詞・作曲は杉本竜一、編曲は大橋恵。

### 各話リスト
| 話数      | サブタイトル                     | 絵コンテ       | 演出                                | 作画監督 | 総作画監督                                                | 初放送日      |
| --------- | -------------------------------- | -------------- | ----------------------------------- | --- | --------------------------------------------------------- | ------------- |
| シフト.01 | ようこそリーベ女学園へ！         | さんぺい聖     | 北村充基                            | 岩崎たいすけ 原田峰文 小林史緒里 鈴木健史 | 岩崎たいすけ                                              | 2023年 4月6日 |
| シフト.02 | みなさんでお給仕を始めましょう？ | 森本育郎       | 間島崇寛                            | 小橋陽介 佐藤好 Zearth Sato 櫻井拓郎 | 岩崎たいすけ 水上ろんど 日向晴香                          | 4月13日       |
| シフト.03 | 何を信じたらいいんですの？       | 高橋成世       | 深瀬重                              | 郁山想 柿畑文乃 酒井KEI 清水拓磨 Zearth Sato                                                                                                  | 岩崎たいすけ 徳田拓也 原田峰文 冨岡寛                     | 4月20日       |
| シフト.04 | 大きらいですわ                   | RoydenB        | 北村充基                            | 郁山想 齊藤香織 清水拓磨 谷本馨 | 岩崎たいすけ 徳田拓也 冨岡寛                              | 4月27日       |
| シフト.05 | もしやり直せるのでしたら         | 北村充基       | 加藤峻一                            | 輿石暁 小林史緒里 佐藤好 築山翔太 鈴木健史 北島勇樹 小橋陽介 福島達也 磯野智                                                                  | 岩崎たいすけ 水上ろんど 冨岡寛 渡辺浩二 原田峰文          | 5月4日        |
| シフト.06 | 嘘は必要ないのですか？           | 佐野隆史       | 池田重隆                            | 郁山想 清水拓磨 酒井KEI Zearth Sato 磯野智 櫻井祐哉 小堤悠香 苗木陽子                                                                         | 岩崎たいすけ 水上ろんど 徳田拓也 原田峰文                 | 5月11日       |
| シフト.07 | ギャルといいますのね？           | 高橋成世       | 小森輝史 萩野竜也                   | 安彦守 岩田幸子 笠野充志 輿石暁 小橋陽介 鈴木健史 西川真人 吉岡敏幸 菊池華子 鷲田敏弥 陳伊莎 鬼冢塵葬 原涵妮 EN.studio                        | 岩崎たいすけ 水上ろんど 冨岡寛 日向晴香 渡辺浩二 柿畑文乃 | 5月18日       |
| シフト.08 | どなたに投票いたしましょう？     | 間島崇寛       | 嵯峨敏                              | 郁山想 清水拓磨 磯野智 李杰 孫建清 南方 王川 陳晟                                                                                             | 岩崎たいすけ 徳田拓也 原田峰文 水上ろんど                 | 5月25日       |
| シフト.09 | ひとりだけの                     | 佐野隆史       | 北村充基 加藤峻一 萩野竜也 小森輝史 | 山根あおい LAZZ 紺野みすみ 梅澤茉里 櫻井梨恵子 佐藤好 鈴木健史 西川真人 小林史緒里 郁山想 Zearth Sato EN.studio 原涵妮 徐玉寧 鬼冢塵葬 李紋龍 | 岩崎たいすけ 水上ろんど 冨岡寛 渡辺浩二                   | 6月1日        |
| シフト.10 | こわしてしまうのですか？         | まついひとゆき | 池端隆史                            | 郁山想 清水拓磨 Zearth Sato 王梦灵 EverGreen                                                                                                  | 岩崎たいすけ 徳田拓也 原田峰文                            | 6月8日        |
| シフト.11 | ブルーメ・デア・リーベ           | 高橋成世       | 鳥羽聡                              | 和泉百香 西道拓哉 福井麻記 渡辺舞 | 岩崎たいすけ 水上ろんど 日向晴香 渡辺浩二 冨岡寛          | 6月15日       |
| シフト.12 | ようこそ夏のリーベ女学園へ！     | 森本育郎       | 間島崇寛 加藤峻一                   | 郁山想 柿畑文乃 小橋陽介 小林史緒里 清水拓磨 Zearth Sato 王夢霊 麻薯                                                                          | 岩崎たいすけ 徳田拓也 原田峰文                            | 6月22日       |

### 放送局
| 放送期間               | 放送時間                     | 放送局   | 対象地域 | 備考                                            |
| ---------------------- | ---------------------------- | -------- | -------- | ----------------------------------------------- |
| 2023年4月6日 - 6月22日 | 木曜 22:30 - 23:00           | AT-X     | 日本全域 | 製作参加 / CS放送 / 字幕放送 / リピート放送あり |
|                        | 木曜 23:30 - 金曜 0:00       | TOKYO MX | 東京都   | 製作参加 / 字幕放送                             |
| 2023年4月8日 - 6月24日 | 土曜 0:30 - 1:00（金曜深夜） | BSフジ   | 日本全域 | 製作参加 / BS/BS4K放送 / 『アニメギルド』枠     |
|                        | 土曜 23:00 - 23:30           | BS日テレ | 日本全域 | 製作参加 / BS/BS4K放送 / 『アニメにむちゅ〜』枠 |

| 配信開始日    | 配信時間                   | 配信サイト |
| ------------- | -------------------------- | --- |
| 2023年4月7日  | 金曜 0:00（木曜深夜） 更新 | DMM TV |
| 2023年4月13日 | 木曜 12:00 更新            | dアニメストア Amazonプライム・ビデオ ABEMA U-NEXT アニメ放題 J:COM オンデマンド みるプラス TELASA auスマートパスプレミアム FOD バンダイチャンネル Hulu ニコニコチャンネル アニメフェスタ Google Play / YouTube （提供元： Asmik Ace ） HAPPY!動画 iTSCOMオンデマンド OnGenムービー ムービーフルPlus クランクイン!ビデオ |

### BD
| 巻 | 発売日        | 収録話         | 規格品番  |
| -- | ------------- | -------------- | --------- |
| 1  | 2023年6月28日 | 第1話 - 第4話  | FFXC-0006 |
| 2  | 2023年7月26日 | 第5話 - 第8話  | FFXC-0007 |
| 3  | 2023年8月23日 | 第9話 - 第12話 | FFXC-0008 |

### Webラジオ
『TVアニメ「私の百合はお仕事です！」WEBラジオ「カフェ・リーベ女学園より愛を込めて」』のタイトルで、2023年4月7日から同年6月23日まで音泉にて毎週金曜日に更新されていたインターネットラジオ番組。また、 同年4月8日より株式会社インフィニットYouTubeチャンネルで同番組のアーカイブが公開された。メインパーソナリティは白鷺陽芽役の小倉唯と綾小路美月役の上坂すみれ。本番組を収録したラジオCDが2024年4月5日に発売された。
ゲスト
- 第5、6回：小市眞琴
- 第7、8回：田中美海
- 第9、10回、公開録音（昼の部）： 瀬戸麻沙美

### Web番組
公式Twitterオリジナルコンテンツ『私の〇〇は××です！〜〇〇編〜』は2023年2月27日から同年7月3日までテレビアニメ公式Twitterにて毎週月曜日に更新されていたTwitter動画。出演は白鷺陽芽役の小倉唯と綾小路美月役の上坂すみれ。

### シチュエーションボイスPV
2022年12月24日より株式会社インフィニットYouTubeチャンネルにて、不定期更新のバイノーラル動画。